# Site gallo-romain de Roz-Avel
Le site gallo-romain de Roz-Avel (du breton roz signifiant colline, et avel, vent : « La colline du vent »), se situe à Quimper dans le Finistère sur la rive droite de l'Odet. Le site est connu depuis le XIXe siècle. Signalé en 1875, par René-François Le Men et le chanoine Abgrall, suivis par Paul du Châtellier en 1907.

## Contexte archéologique
Les fouilles de Roz-Avel se sont organisées en deux phases : une première campagne sur les établissements de Roz-Avel en 1975 à 1977 et une seconde phase en 2005 s'intéressant à la rue Bourg-Les-Bourgs, située en contrebas du site principal.

### Les fouilles de 1975 à 1977
Cette première campagne de fouilles préventives intervient à la suite d'un diagnostic réalisé lors de travaux concernant l'École normale des instituteurs, et se déroule sous la direction de l'archéologue Jean-Paul Le Bihan à l'aide de la méthode Wheeler sur près de 1 500 m2. Y furent furent mis au jour des établissements datant de la première moitié du Ier siècle jusqu'au IIIe siècle. Le site a probablement été abandonné vers l'an 275 de notre ère.

#### Les bâtiments primitifs: début duIersiècle
Les bâtiments primitifs datent de la première moitié du Ier siècle et sont constitués d'un ensemble de maisons individuelles à plan rectangulaire. La construction était en appareil soigné, les murs étaient décorés d'enduits peints, ce que suppose la présence de plaques d'enduit rose. On y découvre des fragments de poteries sous les fondations gallo-romaines, avec près de 400 mètres de mur, en superposant les différentes période. Cet ensemble dominait le port antique de Locmaria. Les maisons seront arasées a la fin du Ier siècle et remplacées par un édifice Flaviens.

#### L'édifice Flaviens et ses thermes: fin duIerauIIIesiècle
Cet édifice se présente comme un vaste complexe architectural. Il est orienté Nord-Sud et Est-Ouest, et est composé en partie par une villa, des thermes et une cour. Il inclut un corps rectangulaire de 9 mètres de large sur 11 mètres de long et la présence d'une salle circulaire de 2,60 mètres de diamètre. Les archéologues émettent l'hypothèse que le bâtiment ferait dans son ensemble 17,50 mètres de longueur .
Cet édifice perdure jusqu'à la fin du IIIe siècle, après avoir fait l'objet de nombreux remaniements au cours du IIe siècle à l'instar des thermes qui se voient dotés d'un praefurnium, de quatre systèmes d'hypocaustes et d'un frigidarium.